# Bố cục tạo hình
Bố cục tạo hình là nghệ thuật sắp xếp các đường nét, hình, khối, màu sắc dưới sự tác động của ánh sáng tạo nên một tác phẩm nghệ thuật hấp dẫn và gây cảm xúc cho người xem.

## Các yếu tố của bố cục tạo hình
Những yếu tố quan trọng tạo nên tác phẩm có bố cục đẹp và hấp dẫn:
1. Đáp ứng yêu cầu của việc sử dụng.
2. Tính thẩm mỹ cao
3. Sự tương quan tỷ lệ giữa các thành phần và bố cục.
4. Sự tương quan và hòa hợp kể cả màu sắc.
5. Nhịp điệu và sự cân bằng thị giác.
6. Nhấn mạnh trọng tâm của tác phẩm.

Trong các trường đại học kiến trúc mỹ thuật, môn bố cục tạo hình rất quan trọng, là một môn nghệ thuật cơ sở giúp cho các sinh viên thiết kế nhà cửa, sáng tác các sản phẩm mỹ thuật công nghiệp.
Bố cục tạo hình là môn nghệ thuật có cơ sở rất quan trọng, giúp các sinh viên kiến trúc căn bản vẽ, bố cục thiết kế công trình kiến trúc, quy hoạch đô thị, trang trí nội ốc, tạo dáng các sản phẩm mỹ thuật công nghiệp, vẽ kiểu thời trang, đồ họa,...

## Các yêu cầu của bố cục tạo hình
1. Thể hiện chính xác các nguyên tắc bố cục chặt chẽ giữa các bộ phận, gây được ấn tượng mạnh theo dự định từ trước.
2. Sự quan hệ hỗ tương hình học giữa các phần tử đảm bảo tạo dáng toàn hệ thống có hiệu quả cao.
3. Các thành tố của toàn hệ thống đủ bền vững (cả độ lớn hình học cũng xác định được)
4. Tính kinh tế khi chế tạo và sử dụng tốt.
5. Phù hợp với các tiêu chí phong cách của mỗi thời đại được thừa nhận.

## Bố cục tạo hình trong kiến trúc
Sự biểu hiện bố cục hình khối kiến trúc cần phải nắm vững các yếu tố:
1. Ngôn ngữ của các khối cơ bản.
2. Sự kết hợp các khối cơ bản với nhau qua mối tương quan tỷ lệ và hòa hợp tự nhiên.
3. Lựa chọn các khối độc lập hay tổ hợp các khối theo luật bố cục.
4. Lựa chọn các khối kiến trúc phải phù hợp với công năng sử dụng.
5. Đảm bảo tỷ lệ giữa các khối có tầm thước hoặc áp dụng luật phi tỷ lệ (không có tầm thước) tùy theo ý đồ của tác giả cho từng thể loại công trình.
6. Đảm bảo sự thống nhất, hài hòa hoặc tương phản trong tổ hợp khối và trong khung cảnh thiên nhiên với các yêu tố quy hoạch khu vực gần công trình.